# Beatrice van Saksen-Coburg en Gotha
Beatrice Mary Victoria Feodore van het Verenigd Koninkrijk (Buckingham Palace, Londen, 14 april 1857 — Brantridge Park, West Sussex, 26 oktober 1944), was een prinses van het Verenigd Koninkrijk. Beatrice was de vijfde dochter en het jongste kind van koningin Victoria van het Verenigd Koninkrijk en prins-gemaal Albert van Saksen-Coburg en Gotha. De voormalige Spaanse koning Juan Carlos is een achterkleinzoon van Beatrice.
De jeugd van Beatrice stond vooral in het teken van de vroege dood van haar vader op 14 december 1861. Doordat de oudere zusters van Beatrice in het huwelijk traden, bleef zij lang de ongetrouwde dochter aan het hof. Daardoor werd zij de vertrouweling van koningin Victoria. Beatrice werd door haar moeder Baby genoemd. Ze werd opgevoed door de koningin met het idee om altijd bij haar moeder te blijven en niet te trouwen. Maar al snel trok Beatrice haar eigen plan.
De koningin was zeer gekant tegen een huwelijk van de prinses en weigerde te praten over de mogelijkheid. Desondanks waren er toch veel huwelijkskandidaten voor haar, zoals Napoleon Eugène Lodewijk Bonaparte, de prince impérial, de enige zoon van keizer Napoleon III van Frankrijk. Ook werd groothertog Lodewijk IV van Hessen-Darmstadt naar voren geschoven als mogelijke kandidaat, hij was de weduwnaar van een oudere zus van Beatrice, prinses Alice, wijlen groothertogin van Hessen en aan de Rijn. Ze voelde een grote genegenheid voor de Franse prins Napoleon, en er werd gesproken over een mogelijk huwelijk. Echter werd hij vermoord tijdens de Zoeloe-oorlog van 1879.
Prinses Beatrice werd verliefd op prins Hendrik Maurits van Battenberg (1858-1896), een zoon van prins Alexander van Hessen-Darmstadt en Julia Hauke, een vrouw van lage adellijke afkomst. Beatrice en Hendrik Maurits hebben een jaar geprobeerd om Victoria te overtuigen, en uiteindelijk stemde de koningin in met een huwelijk. Het vond plaats op 23 juli 1885 te Whippingham op het Isle of Wight. Ze mochten trouwen van de koningin maar het pas getrouwde paar moest wel in het Verenigd Koninkrijk blijven en intrekken bij Victoria. Ook moest Beatrice haar taken als onofficiële secretaresse voortzetten. Na tien jaar huwelijk stierf prins Hendrik Maurits aan malaria, opgelopen tijdens een oorlog om het voormalige koninkrijk Ashanti. Beatrice bleef aan de zijde van de koningin tot aan haar dood op 22 januari 1901. Daarna besteedde Beatrice zich de volgende dertig jaar met het bewerken van Victoria's dagboeken. Ze bleef in het publiek optreden na haar moeders dood en stierf op de leeftijd van zevenentachtig jaar op 26 oktober 1944, ze overleefde al haar broers en zussen en een aantal van haar kinderen, neefjes en nichtjes.

## Jeugdjaren
Prinses Beatrice werd geboren op 14 april 1857 te Buckingham Palace in Londen, als de jongste dochter van de Britse koningin Victoria en diens prins-gemaal Albert van Saksen-Coburg en Gotha. Ze kreeg van haar ouders de namen Beatrice Mary Victoria Feodore. De naam Mary kreeg ze van prinses Mary, de hertogin van Gloucester, de laatst gestorven dochter en kind van koning George III en koningin Sophia Charlotte. De naam Victoria kreeg ze van haar moeder. En de naam Feodore komt van prinses Feodora van Leiningen, de oudere halfzuster van de koningin. Haar doop vond plaats in de Privé Kapel van het Buckingham Palace op 16 juni 1857. Haar meters en peters waren Victoria, de hertogin van Kent, de grootmoeder van Beatrice aan moederskant, haar oudste zus Victoria, the Princess Royal en diens verloofde prins Frederik Willem van Pruisen, de latere keizer Frederik III van Duitsland.

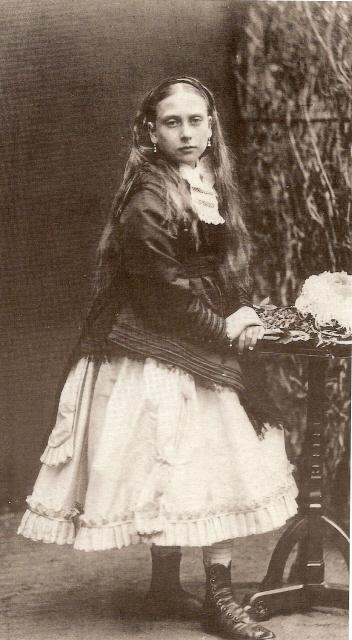
Een jonge prinses Beatrice in 1868

Vanaf haar geboorte werd Beatrice het favoriete kind van zowel koningin Victoria als van prins-gemaal Albert. De eigenlijke favoriete dochter van prins Albert, zus Victoria, ging vanwege haar verloving met prins Frederik van Pruisen (ook wel prins Fritz) wonen in Duitsland. Prins Albert schreef aan kroonprinses Augusta van Pruisen, de moeder van Fritz, dat Baby haar kwaliteiten goed beoefende als een prima donna en dat zij een zeer goede stem had. Ook al stond koningin Victoria bekend om haar hekel aan pasgeboren kinderen, toch vond ze Beatrice een zeer mooi en aantrekkelijk kind. Dit was een voordeel voor Beatrice ten opzichte van haar oudere broers en zussen. Victoria heeft eens opgemerkt dat Beatrice "een mooi, mollig en bloeiend kind was... met mooie grote blauwe ogen, een lieflijke mond en een zeer fijne huid". Haar gouden, lange haren waren de reden van vele schilderijen in opdracht van de koningin, die zelfs genoot om Beatrice in bad te doen, dit in schril contrast met de voorkeuren voor haar andere kinderen, die ze liever niet zelf in bad deed. Beatrice toonde intelligentie, dit verstevigde de band met de prins-gemaal. Prins Albert schreef aan Baron Stockmar dat Beatrice "de leukste baby was wij hebben gehad." Ondanks het delen van de strenge opleiding ontworpen door prins Albert en zijn naaste adviseur, Baron Stockmar, had Beatrice een meer ontspannen jeugd dan haar broers en zussen, dit vanwege de goede relatie met haar ouders. Ze was met haar vier jaar de jongste, en het laatste koninklijk erkend kind, echter kreeg Beatrice een heel andere manier van aandacht dan haar broers en zussen hadden gekregen in hun jeugd. Dankzij haar grappige manieren was haar vader, ondanks zijn haperende gezondheid, zeer op zijn gemak bij haar.

## De vertrouweling van Victoria
In maart 1861 stierf de moeder van koningin Victoria, de hertogin van Kent, te Frogmore House. De dood van haar moeder bracht een blijvende schade aan bij de koningin en zij kreeg een ontzettend groot schuldgevoel vanwege de koele relatie die de twee hadden gekregen sinds het begin van Victoria's regering. Beatrice probeerde Victoria te troosten door haar er aan te herinneren dat de hertogin van Kent nu "in de hemel was, maar dat zij (Beatrice) hoopte dat ze terug kwam". Deze opmerking was bepalend voor de relatie tussen Victoria en Beatrice. Koningin Victoria had zich namelijk geïsoleerd van haar kinderen, behalve voor de oudste niet getrouwde dochter, prinses Alice, en Beatrice. De koningin vertrouwde weer op die twee dochters sinds 14 december van dat jaar, vanwege de dood van haar man, prins Albert. Hij was gestorven aan de gevolgen van buiktyfus.

## Huwelijk en gezin

### Mogelijke kandidaten
Ook al was de koningin zeer gekant tegen de huwelijksideeën van Beatrice, toch kreeg zij toestemming om een goede kandidaat te vinden. Echter op één voorwaarde; het stel moest bij de koningin intrekken. Er werden een aantal mogelijke kandidaten naar voren geschoven voor haar huwelijk met prins Hendrik Maurits van Battenberg. Een van deze kandidaten was de Franse Prince impérial Napoleon Eugène, het enige kind van de in ballingschap levende ex-keizer Napoleon III en ex-keizerin Eugénie. Nadat Pruisen het Tweede Franse Keizerrijk had verslagen tijdens de Frans-Duitse Oorlog (1870-1871), verhuisde Napoleon met zijn familie naar Engeland in 1870. Na de dood van de keizer in 1873, groeide er een hechte vriendschap tussen koningin Victoria en ex-keizerin Eugénie. Enkele maanden later kondigden de kranten aan dat er een verloving aan kwam tussen Beatrice en Napoleon Eugène, dit waren echter speculaties. Deze speculaties eindigden in 1879. Napoleon Eugène was namelijk op 1 juni van dat jaar omgekomen tijdens de Zoeloe-oorlog. Koningin Victoria schreef het volgende in haar dagboek: “Dear Beatrice, crying very much as I did too, gave me the telegram... It was dawning and little sleep did I get... Beatrice is so distressed; everyone quite stunned.” (Vrij vertaald: "Mijn geliefde Beatrice, huilde erg veel net zoals ik, zij gaf me het telegram... Het was zeer deprimerend en ik heb weinig geslapen... Beatrice is zo verdrietig; iedereen is zeer aangeslagen.")

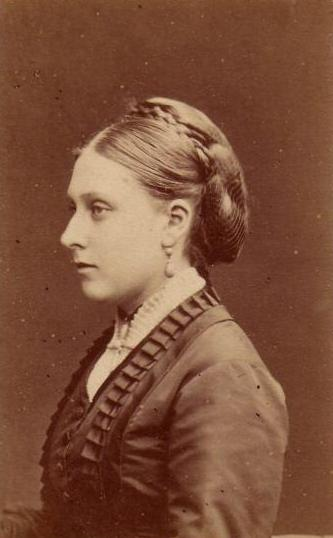
Prinses Beatrice rond 1870

Na de dood van de Franse Prince impérial deed de oudste broer van Beatrice, Albert Edward, the Prince of Wales, een suggestie. Hij stelde voor dat Beatrice zou trouwen met groothertog Lodewijk IV van Hessen-Darmstadt. Lodewijk IV was namelijk de man van wijlen prinses Alice, die op 14 december 1878 was overleden aan difterie. Albert Edward beweerde dat Beatrice een tweede moeder kon worden voor de kinderen van Lodewijk en Alice; Victoria, Elizabeth, Irene, Ernst Lodewijk en Alice. Ook had Albert Edward het idee dat de koningin op deze manier beter haar Hessische kleinkinderen in het oog kon houden. Echter was het, vanwege de wet, voor Beatrice verboden om in het huwelijk te treden met de weduwnaar van haar zus. Dit werd door de Prins van Wales niet erkend en hij probeerde via de Deceased Wife's Sister Bill, een wetsvoorstel, toch een huwelijk tot stand te brengen. Dit wetsvoorstel kreeg de steun van veel, waaronder populaire, parlementsleden voor dit onderwerp en het werd goedgekeurd door het Lagerhuis. Echter keurde het Hogerhuis dit wetsvoorstel af. Ook al was de koningin teleurgesteld in het Hogerhuis, toch was ze blij dat Beatrice bij haar bleef.
Andere kandidaten waren onder andere Hendriks oudere broers. Prins Lodewijk Alexander en prins Alexander werden als mogelijke kandidaten naar voren geschoven. Maar deze twee waren niet succesvol. Hoewel Alexander nooit formeel Beatrice wilde huwen, beweerde hij dat hij misschien wilde huwen met de goede vriendin uit zijn jeugd. Echter was Lodewijk Alexander meer geïnteresseerd. Koningin Victoria nodigde hem uit voor een etentje maar zat tussen hem en Beatrice in. De koningin zei tegen Beatrice om Lodewijk Alexander te negeren, vanwege zijn kleding. Opnieuw kreeg Beatrice te maken met een tegenslag op het gebied van haar toekomstige huwelijk. Want uiteindelijk huwde Lodewijk Alexander met een nicht van Beatrice, prinses Victoria van Hessen-Darmstadt, de oudste dochter van groothertog Lodewijk IV en Beatrice' zus, Alice. Echter tijdens het huwelijk van Lodewijk Alexander en Victoria te Darmstadt ontmoette Beatrice de jongere broer van Lodewijk Alexander, prins Hendrik Maurits. Ze werd verliefd op Hendrik Maurits en ook hij ontwikkelde een genegenheid voor Beatrice.

### De bruiloft
Beatrice vertelde haar moeder, na haar thuiskomst vanuit Darmstadt, dat zij en Hendrik (beter bekend als: Henry), wilden trouwen. Koningin Victoria reageerde met angstaanjagende stilte. Ook al bleven de twee zij aan zij, toch sprak de koningin niet met haar voor zeven maanden. Victoria communiceerde enkel met Beatrice via brieven. Het gedrag van de koningin was zelfs voor de rest van de familie erg onverwacht, ze vreesde namelijk voor het verlies van haar jongste dochter. Victoria beschouwde Beatrice als haar "Baby", haar onschuldige kind en gezien de seksuele gemeenschap die zou komen met het huwelijk, zag de koningin het als een einde van haar onschuldige en lieve kind. Er werd geprobeerd de koningin subtiel te overtuigen, door de Prinses van Wales en de Kroonprinses van Pruisen, die herinnerde haar moeder aan het geluk dat Beatrice had gegeven aan wijlen prins Albert. Dankzij de Prinses van Wales en de Kroonprinses van Pruisen begon de koningin opnieuw te communiceren met Beatrice. Victoria stemde in met het huwelijk, op voorwaarde dat Henry, ondanks zijn leven in Duitsland, permanent met Beatrice en de koningin ging wonen in Engeland.
Prinses Beatrice en Henry traden, op 23 juli 1885, in het huwelijk in de St. Mildred’s Church te Whippingham, op het Isle of Wight. Het dorp Whippingham was nabij Osborne House te East Cowes in het noorden van Wight. Tijdens de bruiloft droeg Beatrice de jurk die haar moeder had gedragen tijdens diens huwelijksdag. Ze werd naar het altaar geleid door haar moeder en haar oudste broer, de Prins van Wales. De ceremonie werd niet bijgewoond door haar zus en schoonbroer, de kroonprins en kroonprinses van Pruisen, zij konden Duitsland niet verlaten. Ook waren eerste minister William Ewart Gladstone en Beatrice' nicht prinses Maria Adelheid van Cambridge, de hertogin van Teck (moeder van de latere koningin Mary, vrouw van koning George V) niet aanwezig. De dag eindigde met het vertrek van het pas getrouwde stel op hun huwelijksreis. Ze brachten hun huwelijksreis door te Quarr Abbey House, enkel een paar kilometer verwijderd van Osborne.

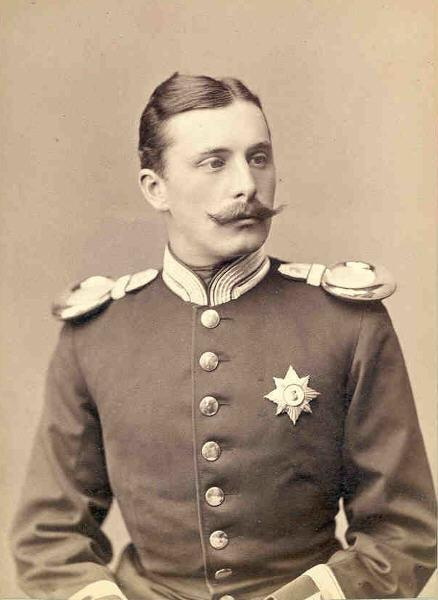
Haar man, prins Henry van Battenberg

Op de huwelijksdag kreeg prins Henry de aanspreektitel ‘Koninklijke Hoogheid’ van koningin Victoria. Sinds die dag droeg Beatrice de titel 'Hare Koninklijke Hoogheid Prinses Henry van Battenberg'.

## Huwelijk met Henry
Na een korte huwelijksreis, hielden Beatrice en haar man zich aan hun belofte en keerden terug aan de zijde van de koningin. De koningin maakte duidelijk dat zij niet alleen kon zijn, en dat het echtpaar niet kon reizen zonder haar. Toch maakten Beatrice en Henry korte reisjes. Dit was enkel om de familie te bezoeken van Henry. De liefde van Beatrice voor haar man kan vergeleken worden met de liefde die de koningin had voor wijlen prins Albert. Deze liefde werd alsmaar groter naarmate het huwelijk langer werd. Als Henry reisde zonder Beatrice, leek zij uiterst gelukkig toen hij terugkeerde van die reizen.
Ondanks het huwelijk, bleef Beatrice trouw aan haar belofte en bleef zij de vertrouweling en de privé-secretaresse van Victoria. De koningin ontwikkelde een sterke genegenheid voor Henry, dit kreeg zij wel vaker, vooral voor sterke en aantrekkelijke mannen. Echter, bekritiseerde de koningin het gedrag van Beatrice tijdens diens eerste zwangerschap. Toen Beatrice, een week voor de bevalling, ervoor koos om niet deel te nemen aan het avondeten van de koningin en de voorkeur gaf om alleen te eten in haar kamer, was de koningin boos. Ze schreef een boze brief aan de arts van Beatrice, dokter James Reid. Ze schreef: “I [urged the Princess] coming to dinner, and not simply moping in her own room, which is very bad for her. In my case I regularly came to dinner, except when I was really unwell (even when suffering a great deal) up to the very last day.” (vrij vertaald: "Ik [raadde de prinses aan] om deel te nemen aan het diner, en niet alleen te zijn in haar eigen kamer, wat erg slecht voor haar is. In mijn geval kwam ik regelmatig eten, behalve als ik me echt niet goed voelde (zelfs wanneer ik erg veel leed) tot de laatste dag.") Beatrice, geholpen door chloroform, baarde de volgende week haar eerste zoon, Alexander.

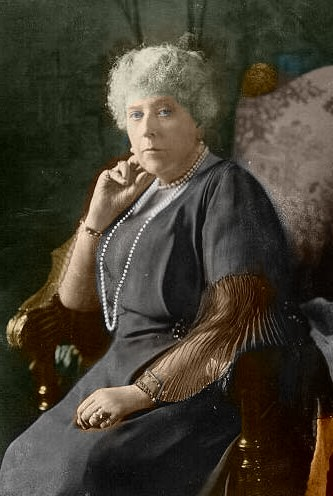
Prinses Beatrice op latere leeftijd

Uiteindelijk baarde Beatrice vier kinderen. In het begin van haar huwelijk had Beatrice een miskraam gekregen. Alexander, ook wel Drino genoemd, werd geboren op 23 november 1886, dochter Victoria werd geboren op 24 oktober 1887, Leopold werd geboren op 21 mei 1889 en Maurits werd geboren op 3 oktober 1891. Na de geboorte van haar eerste kind, kreeg Beatrice interesse in sociale kwesties, en probeerde deze in positieve zin te stimuleren, zoals de voorwaarden in de steenkolenmijnen.

## Weduwschap
In 1896 stierf prins Hendrik, die door de koningin tot gouverneur van het Isle of Wight was benoemd, aan hoge koorts. Prinses Beatrice werd op haar 38e weduwe. Toen ook koningin Victoria in 1901 stierf, verhuisde de prinses naar Osborne Cottage en vervulde ze haar taken als gouverneur van het Isle of Wight, de functie die haar man haar had nagelaten. In 1914 verhuisde ze weer, ditmaal naar Carisbrooke Castle.
Koningin Victoria had haar jongste dochter gevraagd na haar dood haar dagboeken te publiceren, dus begon Beatrice na de dood van haar moeder de dagboeken te lezen en bepaalde stukken te verwijderen. Pas in 1931 was ze klaar met de 111 boeken, die nu in de Koninklijke Archieven in Windsor Castle liggen.
In 1917 deed de Britse koninklijke familie, op verzoek van koning George V, afstand van al haar Duitse titels. Beatrice deed afstand van haar titel ‘Prinses van Battenberg’ en werd weer ‘Hare Koninklijke Hoogheid Prinses Beatrice’. Haar twee overgebleven zoons namen de achternaam ‘Mountbatten’ aan en haar oudste zoon prins Alexander kreeg de titel ‘Markies van Carisbrooke’. Alleen Victoria Eugénie, koningin van Spanje, hield de achternaam ‘van Battenberg’.

## Overlijden
Prinses Beatrice stierf in oktober 1944 tijdens de Tweede Wereldoorlog in haar huis te Balcombe, Sussex. Ze was het laatst levende kind van koningin Victoria. Haar begrafenis was op 3 november in de St George's Chapel van Windsor Castle, gevolgd door haar bijzetting in de koninklijke tombe. Op 23 augustus 1945 werd haar lichaam overgeplaatst naar de tombe van de Battenbergs in de St. Mildred’s Church op het Isle of Wight.

## Kinderen
Prinses Beatrice en prins Henry kregen vier kinderen:
- Alexander (3 november 1886 – 23 februari 1960), trouwde met Lady Irene Denison
- Victoria Eugénie (24 oktober 1887 – 15 april 1969), trouwde met koning Alfons XIII van Spanje
- Leopold (21 mei 1889 – 23 april 1922)
- Maurits (3 oktober 1891 – 27 oktober 1914)

## Kwartierstaat (voorouders)
| Frans van Saksen-Coburg-Saalfeld (1750-1806)    | Frans van Saksen-Coburg-Saalfeld (1750-1806)    | Frans van Saksen-Coburg-Saalfeld (1750-1806)    | Frans van Saksen-Coburg-Saalfeld (1750-1806)    | Frans van Saksen-Coburg-Saalfeld (1750-1806)    | Frans van Saksen-Coburg-Saalfeld (1750-1806)    | Augusta van Reuss-Ebersdorf en Lobenstein (1757-1831) | Augusta van Reuss-Ebersdorf en Lobenstein (1757-1831) | Augusta van Reuss-Ebersdorf en Lobenstein (1757-1831) | Augusta van Reuss-Ebersdorf en Lobenstein (1757-1831) | Augusta van Reuss-Ebersdorf en Lobenstein (1757-1831) | Augusta van Reuss-Ebersdorf en Lobenstein (1757-1831) |                                                    |                                                    | August van Saksen-Gotha-Altenburg (1772-1822) | August van Saksen-Gotha-Altenburg (1772-1822) | August van Saksen-Gotha-Altenburg (1772-1822) | August van Saksen-Gotha-Altenburg (1772-1822) | August van Saksen-Gotha-Altenburg (1772-1822) | August van Saksen-Gotha-Altenburg (1772-1822) | Louise Charlotte van Mecklenburg-Schwerin (1779-1801) | Louise Charlotte van Mecklenburg-Schwerin (1779-1801) | Louise Charlotte van Mecklenburg-Schwerin (1779-1801) | Louise Charlotte van Mecklenburg-Schwerin (1779-1801) | Louise Charlotte van Mecklenburg-Schwerin (1779-1801) | Louise Charlotte van Mecklenburg-Schwerin (1779-1801) |                                               |                                               | George III van het Verenigd Koninkrijk (1738-1820) | George III van het Verenigd Koninkrijk (1738-1820) | George III van het Verenigd Koninkrijk (1738-1820) | George III van het Verenigd Koninkrijk (1738-1820) | George III van het Verenigd Koninkrijk (1738-1820) | George III van het Verenigd Koninkrijk (1738-1820) | Charlotte van Mecklenburg-Strelitz (1744-1818) | Charlotte van Mecklenburg-Strelitz (1744-1818) | Charlotte van Mecklenburg-Strelitz (1744-1818) | Charlotte van Mecklenburg-Strelitz (1744-1818) | Charlotte van Mecklenburg-Strelitz (1744-1818)   | Charlotte van Mecklenburg-Strelitz (1744-1818)   |                                                  |                                                  | Frans van Saksen-Coburg-Saalfeld (1750-1806)     | Frans van Saksen-Coburg-Saalfeld (1750-1806)     | Frans van Saksen-Coburg-Saalfeld (1750-1806)     | Frans van Saksen-Coburg-Saalfeld (1750-1806)     | Frans van Saksen-Coburg-Saalfeld (1750-1806)     | Frans van Saksen-Coburg-Saalfeld (1750-1806)     | Augusta van Reuss-Ebersdorf en Lobenstein (1757-1831) | Augusta van Reuss-Ebersdorf en Lobenstein (1757-1831) | Augusta van Reuss-Ebersdorf en Lobenstein (1757-1831) | Augusta van Reuss-Ebersdorf en Lobenstein (1757-1831) | Augusta van Reuss-Ebersdorf en Lobenstein (1757-1831) | Augusta van Reuss-Ebersdorf en Lobenstein (1757-1831) |  |  |  |  |  |  |  |  |  |  |  |  |  |  |  |  |  |  |  |  |  |  |  |  |  |  |  |  |  |  |  |  |  |  |  |  |  |  |  |  |  |  |  |  |  |  |  |  |
| Frans van Saksen-Coburg-Saalfeld (1750-1806)    | Frans van Saksen-Coburg-Saalfeld (1750-1806)    | Frans van Saksen-Coburg-Saalfeld (1750-1806)    | Frans van Saksen-Coburg-Saalfeld (1750-1806)    | Frans van Saksen-Coburg-Saalfeld (1750-1806)    | Frans van Saksen-Coburg-Saalfeld (1750-1806)    | Augusta van Reuss-Ebersdorf en Lobenstein (1757-1831) | Augusta van Reuss-Ebersdorf en Lobenstein (1757-1831) | Augusta van Reuss-Ebersdorf en Lobenstein (1757-1831) | Augusta van Reuss-Ebersdorf en Lobenstein (1757-1831) | Augusta van Reuss-Ebersdorf en Lobenstein (1757-1831) | Augusta van Reuss-Ebersdorf en Lobenstein (1757-1831) |                                                    |                                                    | August van Saksen-Gotha-Altenburg (1772-1822) | August van Saksen-Gotha-Altenburg (1772-1822) | August van Saksen-Gotha-Altenburg (1772-1822) | August van Saksen-Gotha-Altenburg (1772-1822) | August van Saksen-Gotha-Altenburg (1772-1822) | August van Saksen-Gotha-Altenburg (1772-1822) | Louise Charlotte van Mecklenburg-Schwerin (1779-1801) | Louise Charlotte van Mecklenburg-Schwerin (1779-1801) | Louise Charlotte van Mecklenburg-Schwerin (1779-1801) | Louise Charlotte van Mecklenburg-Schwerin (1779-1801) | Louise Charlotte van Mecklenburg-Schwerin (1779-1801) | Louise Charlotte van Mecklenburg-Schwerin (1779-1801) |                                               |                                               | George III van het Verenigd Koninkrijk (1738-1820) | George III van het Verenigd Koninkrijk (1738-1820) | George III van het Verenigd Koninkrijk (1738-1820) | George III van het Verenigd Koninkrijk (1738-1820) | George III van het Verenigd Koninkrijk (1738-1820) | George III van het Verenigd Koninkrijk (1738-1820) | Charlotte van Mecklenburg-Strelitz (1744-1818) | Charlotte van Mecklenburg-Strelitz (1744-1818) | Charlotte van Mecklenburg-Strelitz (1744-1818) | Charlotte van Mecklenburg-Strelitz (1744-1818) | Charlotte van Mecklenburg-Strelitz (1744-1818)   | Charlotte van Mecklenburg-Strelitz (1744-1818)   |                                                  |                                                  | Frans van Saksen-Coburg-Saalfeld (1750-1806)     | Frans van Saksen-Coburg-Saalfeld (1750-1806)     | Frans van Saksen-Coburg-Saalfeld (1750-1806)     | Frans van Saksen-Coburg-Saalfeld (1750-1806)     | Frans van Saksen-Coburg-Saalfeld (1750-1806)     | Frans van Saksen-Coburg-Saalfeld (1750-1806)     | Augusta van Reuss-Ebersdorf en Lobenstein (1757-1831) | Augusta van Reuss-Ebersdorf en Lobenstein (1757-1831) | Augusta van Reuss-Ebersdorf en Lobenstein (1757-1831) | Augusta van Reuss-Ebersdorf en Lobenstein (1757-1831) | Augusta van Reuss-Ebersdorf en Lobenstein (1757-1831) | Augusta van Reuss-Ebersdorf en Lobenstein (1757-1831) |  |  |  |  |  |  |  |  |  |  |  |  |  |  |  |  |  |  |  |  |  |  |  |  |  |  |  |  |  |  |  |  |  |  |  |  |  |  |  |  |  |  |  |  |  |  |  |  |
|                                                 |                                                 |                                                 |                                                 |                                                 |                                                 |                                                       |                                                       |                                                       |                                                       |                                                       |                                                       |                                                    |                                                    |                                               |                                               |                                               |                                               |                                               |                                               |                                                       |                                                       |                                                       |                                                       |                                                       |                                                       |                                               |                                               |                                                    |                                                    |                                                    |                                                    |                                                    |                                                    |                                                |                                                |                                                |                                                |                                                  |                                                  |                                                  |                                                  |                                                  |                                                  |                                                  |                                                  |                                                  |                                                  |                                                       |                                                       |                                                       |                                                       |                                                       |                                                       |  |  |  |  |  |  |  |  |  |  |  |  |  |  |  |  |  |  |  |  |  |  |  |  |  |  |  |  |  |  |  |  |  |  |  |  |  |  |  |  |  |  |  |  |  |  |  |  |
|                                                 |                                                 |                                                 |                                                 | Ernst I van Saksen-Coburg en Gotha (1784-1844)  | Ernst I van Saksen-Coburg en Gotha (1784-1844)  | Ernst I van Saksen-Coburg en Gotha (1784-1844)        | Ernst I van Saksen-Coburg en Gotha (1784-1844)        | Ernst I van Saksen-Coburg en Gotha (1784-1844)        | Ernst I van Saksen-Coburg en Gotha (1784-1844)        |                                                       |                                                       |                                                    |                                                    |                                               |                                               | Louise van Saksen-Gotha-Altenburg (1800-1831) | Louise van Saksen-Gotha-Altenburg (1800-1831) | Louise van Saksen-Gotha-Altenburg (1800-1831) | Louise van Saksen-Gotha-Altenburg (1800-1831) | Louise van Saksen-Gotha-Altenburg (1800-1831)         | Louise van Saksen-Gotha-Altenburg (1800-1831)         |                                                       |                                                       |                                                       |                                                       |                                               |                                               |                                                    |                                                    |                                                    |                                                    | Eduard August van Kent (1767-1820)                 | Eduard August van Kent (1767-1820)                 | Eduard August van Kent (1767-1820)             | Eduard August van Kent (1767-1820)             | Eduard August van Kent (1767-1820)             | Eduard August van Kent (1767-1820)             |                                                  |                                                  |                                                  |                                                  |                                                  |                                                  | Victoire van Saksen-Coburg-Saalfeld ((1786-1861) | Victoire van Saksen-Coburg-Saalfeld ((1786-1861) | Victoire van Saksen-Coburg-Saalfeld ((1786-1861) | Victoire van Saksen-Coburg-Saalfeld ((1786-1861) | Victoire van Saksen-Coburg-Saalfeld ((1786-1861)      | Victoire van Saksen-Coburg-Saalfeld ((1786-1861)      |                                                       |                                                       |                                                       |                                                       |  |  |  |  |  |  |  |  |  |  |  |  |  |  |  |  |  |  |  |  |  |  |  |  |  |  |  |  |  |  |  |  |  |  |  |  |  |  |  |  |  |  |  |  |  |  |  |  |
|                                                 |                                                 |                                                 |                                                 | Ernst I van Saksen-Coburg en Gotha (1784-1844)  | Ernst I van Saksen-Coburg en Gotha (1784-1844)  | Ernst I van Saksen-Coburg en Gotha (1784-1844)        | Ernst I van Saksen-Coburg en Gotha (1784-1844)        | Ernst I van Saksen-Coburg en Gotha (1784-1844)        | Ernst I van Saksen-Coburg en Gotha (1784-1844)        |                                                       |                                                       |                                                    |                                                    |                                               |                                               | Louise van Saksen-Gotha-Altenburg (1800-1831) | Louise van Saksen-Gotha-Altenburg (1800-1831) | Louise van Saksen-Gotha-Altenburg (1800-1831) | Louise van Saksen-Gotha-Altenburg (1800-1831) | Louise van Saksen-Gotha-Altenburg (1800-1831)         | Louise van Saksen-Gotha-Altenburg (1800-1831)         |                                                       |                                                       |                                                       |                                                       |                                               |                                               |                                                    |                                                    |                                                    |                                                    | Eduard August van Kent (1767-1820)                 | Eduard August van Kent (1767-1820)                 | Eduard August van Kent (1767-1820)             | Eduard August van Kent (1767-1820)             | Eduard August van Kent (1767-1820)             | Eduard August van Kent (1767-1820)             |                                                  |                                                  |                                                  |                                                  |                                                  |                                                  | Victoire van Saksen-Coburg-Saalfeld ((1786-1861) | Victoire van Saksen-Coburg-Saalfeld ((1786-1861) | Victoire van Saksen-Coburg-Saalfeld ((1786-1861) | Victoire van Saksen-Coburg-Saalfeld ((1786-1861) | Victoire van Saksen-Coburg-Saalfeld ((1786-1861)      | Victoire van Saksen-Coburg-Saalfeld ((1786-1861)      |                                                       |                                                       |                                                       |                                                       |  |  |  |  |  |  |  |  |  |  |  |  |  |  |  |  |  |  |  |  |  |  |  |  |  |  |  |  |  |  |  |  |  |  |  |  |  |  |  |  |  |  |  |  |  |  |  |  |
|                                                 |                                                 |                                                 |                                                 |                                                 |                                                 |                                                       |                                                       |                                                       |                                                       | Albert van Saksen-Coburg en Gotha (1819-1861)         | Albert van Saksen-Coburg en Gotha (1819-1861)         | Albert van Saksen-Coburg en Gotha (1819-1861)      | Albert van Saksen-Coburg en Gotha (1819-1861)      | Albert van Saksen-Coburg en Gotha (1819-1861) | Albert van Saksen-Coburg en Gotha (1819-1861) |                                               |                                               |                                               |                                               |                                                       |                                                       |                                                       |                                                       |                                                       |                                                       |                                               |                                               |                                                    |                                                    |                                                    |                                                    |                                                    |                                                    |                                                |                                                |                                                |                                                | Victoria van het Verenigd Koninkrijk (1819-1901) | Victoria van het Verenigd Koninkrijk (1819-1901) | Victoria van het Verenigd Koninkrijk (1819-1901) | Victoria van het Verenigd Koninkrijk (1819-1901) | Victoria van het Verenigd Koninkrijk (1819-1901) | Victoria van het Verenigd Koninkrijk (1819-1901) |                                                  |                                                  |                                                  |                                                  |                                                       |                                                       |                                                       |                                                       |                                                       |                                                       |  |  |  |  |  |  |  |  |  |  |  |  |  |  |  |  |  |  |  |  |  |  |  |  |  |  |  |  |  |  |  |  |  |  |  |  |  |  |  |  |  |  |  |  |  |  |  |  |
|                                                 |                                                 |                                                 |                                                 |                                                 |                                                 |                                                       |                                                       |                                                       |                                                       | Albert van Saksen-Coburg en Gotha (1819-1861)         | Albert van Saksen-Coburg en Gotha (1819-1861)         | Albert van Saksen-Coburg en Gotha (1819-1861)      | Albert van Saksen-Coburg en Gotha (1819-1861)      | Albert van Saksen-Coburg en Gotha (1819-1861) | Albert van Saksen-Coburg en Gotha (1819-1861) |                                               |                                               |                                               |                                               |                                                       |                                                       |                                                       |                                                       |                                                       |                                                       |                                               |                                               |                                                    |                                                    |                                                    |                                                    |                                                    |                                                    |                                                |                                                |                                                |                                                | Victoria van het Verenigd Koninkrijk (1819-1901) | Victoria van het Verenigd Koninkrijk (1819-1901) | Victoria van het Verenigd Koninkrijk (1819-1901) | Victoria van het Verenigd Koninkrijk (1819-1901) | Victoria van het Verenigd Koninkrijk (1819-1901) | Victoria van het Verenigd Koninkrijk (1819-1901) |                                                  |                                                  |                                                  |                                                  |                                                       |                                                       |                                                       |                                                       |                                                       |                                                       |  |  |  |  |  |  |  |  |  |  |  |  |  |  |  |  |  |  |  |  |  |  |  |  |  |  |  |  |  |  |  |  |  |  |  |  |  |  |  |  |  |  |  |  |  |  |  |  |
|                                                 |                                                 |                                                 |                                                 |                                                 |                                                 |                                                       |                                                       |                                                       |                                                       |                                                       |                                                       |                                                    |                                                    |                                               |                                               |                                               |                                               |                                               |                                               |                                                       |                                                       |                                                       |                                                       |                                                       |                                                       |                                               |                                               |                                                    |                                                    |                                                    |                                                    |                                                    |                                                    |                                                |                                                |                                                |                                                |                                                  |                                                  |                                                  |                                                  |                                                  |                                                  |                                                  |                                                  |                                                  |                                                  |                                                       |                                                       |                                                       |                                                       |                                                       |                                                       |  |  |  |  |  |  |  |  |  |  |  |  |  |  |  |  |  |  |  |  |  |  |  |  |  |  |  |  |  |  |  |  |  |  |  |  |  |  |  |  |  |  |  |  |  |  |  |  |
|                                                 |                                                 |                                                 |                                                 |                                                 |                                                 |                                                       |                                                       |                                                       |                                                       |                                                       |                                                       |                                                    |                                                    |                                               |                                               |                                               |                                               |                                               |                                               |                                                       |                                                       |                                                       |                                                       |                                                       |                                                       |                                               |                                               |                                                    |                                                    |                                                    |                                                    |                                                    |                                                    |                                                |                                                |                                                |                                                |                                                  |                                                  |                                                  |                                                  |                                                  |                                                  |                                                  |                                                  |                                                  |                                                  |                                                       |                                                       |                                                       |                                                       |                                                       |                                                       |  |  |  |  |  |  |  |  |  |  |  |  |  |  |  |  |  |  |  |  |  |  |  |  |  |  |  |  |  |  |  |  |  |  |  |  |  |  |  |  |  |  |  |  |  |  |  |  |
| Victoria van Saksen-Coburg en Gotha (1840-1901) | Victoria van Saksen-Coburg en Gotha (1840-1901) | Victoria van Saksen-Coburg en Gotha (1840-1901) | Victoria van Saksen-Coburg en Gotha (1840-1901) | Victoria van Saksen-Coburg en Gotha (1840-1901) | Victoria van Saksen-Coburg en Gotha (1840-1901) |                                                       |                                                       | Edward VII van het Verenigd Koninkrijk (1841-1910)    | Edward VII van het Verenigd Koninkrijk (1841-1910)    | Edward VII van het Verenigd Koninkrijk (1841-1910)    | Edward VII van het Verenigd Koninkrijk (1841-1910)    | Edward VII van het Verenigd Koninkrijk (1841-1910) | Edward VII van het Verenigd Koninkrijk (1841-1910) |                                               |                                               | Alice van Saksen-Coburg en Gotha (1843-1878)  | Alice van Saksen-Coburg en Gotha (1843-1878)  | Alice van Saksen-Coburg en Gotha (1843-1878)  | Alice van Saksen-Coburg en Gotha (1843-1878)  | Alice van Saksen-Coburg en Gotha (1843-1878)          | Alice van Saksen-Coburg en Gotha (1843-1878)          |                                                       |                                                       | Alfred van Saksen-Coburg en Gotha (1844-1900)         | Alfred van Saksen-Coburg en Gotha (1844-1900)         | Alfred van Saksen-Coburg en Gotha (1844-1900) | Alfred van Saksen-Coburg en Gotha (1844-1900) | Alfred van Saksen-Coburg en Gotha (1844-1900)      | Alfred van Saksen-Coburg en Gotha (1844-1900)      |                                                    |                                                    | Arthur van Connaught en Strathearn (1850-1942)     | Arthur van Connaught en Strathearn (1850-1942)     | Arthur van Connaught en Strathearn (1850-1942) | Arthur van Connaught en Strathearn (1850-1942) | Arthur van Connaught en Strathearn (1850-1942) | Arthur van Connaught en Strathearn (1850-1942) |                                                  |                                                  | Beatrice van Saksen-Coburg en Gotha (1857-1944)  | Beatrice van Saksen-Coburg en Gotha (1857-1944)  | Beatrice van Saksen-Coburg en Gotha (1857-1944)  | Beatrice van Saksen-Coburg en Gotha (1857-1944)  | Beatrice van Saksen-Coburg en Gotha (1857-1944)  | Beatrice van Saksen-Coburg en Gotha (1857-1944)  |                                                  |                                                  | ... + 2 zusters en 1 broer                            | ... + 2 zusters en 1 broer                            | ... + 2 zusters en 1 broer                            | ... + 2 zusters en 1 broer                            | ... + 2 zusters en 1 broer                            | ... + 2 zusters en 1 broer                            |  |  |  |  |  |  |  |  |  |  |  |  |  |  |  |  |  |  |  |  |  |  |  |  |  |  |  |  |  |  |  |  |  |  |  |  |  |  |  |  |  |  |  |  |  |  |  |  |